# Medaglia della guerra russo-persiana del 1826-1828
La Medaglia della guerra russo-persiana del 1826-1828 (in russo: Медаль «За персидскую войну», "medaglia della guerra persiana") è una medaglia commemorativa attribuita dall'impero russo a tutto il personale militare, combattente e non, che avesse preso parte alla Guerra russo-persiana del 1826-1828.

## Storia
La medaglia venne istituita dallo zar Nicola I di Russia il 15 marzo 1828. Secondo un apposito decreto imperiale, le candidature a questa medaglia vennero accettate sino al 1º settembre 1832.

## La medaglia
La medaglia, in argento, aveva il diametro di 25 mm. La parte frontale presentava una corona d'alloro sormontata dall'Occhio della provvidenza e con al centro le date "1826.1827.1828". Sul rovescio, la medaglia presentava la scritta in cirillico: "Per la guerra persiana". Il nastro era quello dell'Ordine Militare di San Giorgio affiancato a quello dell'Ordine di San Vladimiro.
Furono coniate in tutto 30.000 medaglie dalla zecca di San Pietroburgo. Altre vennero stampate con alcune piccole varianti da officine private, tra cui alcune realizzate in bronzo e poi argentate per contenere le spese.